# Rantoul (Illinois)
Rantoul ist ein Village mit 13.674 Einwohnern (2010) in Illinois. Die Stadt liegt 23 km nordöstlich von Champaign, 74 km südöstlich von Bloomington, 129 km südöstlich von Peoria, 176 km südlich von Chicago, und 179 km nordwestlich von Indianapolis und gehört zum Champaign County.
Die Stadt hat ihren Namen nach Robert Rantoul, dem einstigen Direktor der Illinois Central Railroad.

## Geographie
Rantouls geographische Koordinaten lauten 40° 18′ N, 88° 9′ W (40,304600, −88,152070). Die Interstate 57 führt westlich der Stadt in Nord-Süd-Richtung an Rantoul vorbei. U.S. Highway 45 verläuft parallel dazu durch das Zentrum und kreuzt dort den in Ost-West-Richtung führenden U.S. Highway 136.
Nach den Angaben des United States Census Bureau hat Rantoul eine Gesamtfläche von 19,0 km², wovon 18,8 km² auf Landflächen und 0,3 km² (= 1,50 %) auf Gewässer entfallen.

## Demographie
Zum Zeitpunkt des United States Census 2000 bewohnten Rantoul 12.918 Personen. Die Bevölkerungsdichte betrug 685,7 Personen pro km². Es gab 6161 Wohneinheiten, durchschnittlich 328,6 pro km². Die Bevölkerung Rantouls bestand zu 76,69 % aus Weißen, 16,88 % Schwarzen oder African American, 0,47 % Native American, 1,75 % Asian, 0,05 % Pacific Islander, 0,89 % gaben an, anderen Rassen anzugehören und 3,27 % nannten zwei oder mehr Rassen. 2,69 % der Bevölkerung erklärten, Hispanos oder Latinos jeglicher Rasse zu sein.
Die Bewohner Rantouls verteilten sich auf 5330 Haushalte, von denen in 33,7 % Kinder unter 18 Jahren lebten. 43,9 % der Haushalte stellten Verheiratete, 15,0 % hatten einen weiblichen Haushaltsvorstand ohne Ehemann und 36,8 % bildeten keine Familien. 30,8 % der Haushalte bestanden aus Einzelpersonen und in 10,2 % aller Haushalte lebte jemand im Alter von 65 Jahren oder mehr alleine. Die durchschnittliche Haushaltsgröße betrug 2,41 und die durchschnittliche Familiengröße 3,02 Personen.
Die Bevölkerung verteilte sich auf 28,6 % Minderjährige, 9,5 % 18–24-Jährige, 32,2 % 25–44-Jährige, 18,2 % 45–64-Jährige und 11,4 % im Alter von 65 Jahren oder mehr. Der Median des Alters betrug 32 Jahre. Auf jeweils 100 Frauen entfielen 91,0 Männer. Bei den über 18-Jährigen entfielen auf 100 Frauen 86,7 Männer.
Das mittlere Haushaltseinkommen in Rantoul betrug 36.904 US-Dollar und das mittlere Familieneinkommen erreichte die Höhe von 43.543 US-Dollar. Das Durchschnittseinkommen der Männer betrug 32.440 US-Dollar, gegenüber 22.382 US-Dollar bei den Frauen. Das Pro-Kopf-Einkommen belief sich auf 17.948 US-Dollar. 10,7 % der Bevölkerung und 9,5 % der Familien hatten ein Einkommen unterhalb der Armutsgrenze, davon waren 14,7 % der Minderjährigen und 4,6 % der Altersgruppe 65 Jahre und mehr betroffen.

## Eisenbahnverkehr
Amtrak, das landesweite System im Eisenbahnpersonenverkehr in den Vereinigten Staaten, verbindet Rantoul durch die Fernzüge Saluki und Illini südwärts täglich mit Champaign-Urbana, Mattoon, Effingham, Centralia, Du Quoin, und Carbondale. In der Gegenrichtung fahren die beiden Züge über Gilman, Kankakee, Homewood nach Chicago.

## Luftverkehr
1917 wählte man Rantoul wegen seiner Nähe zur Eisenbahn als Standort für einen Militärflugplatz mit Luftwaffenschule, der in den 1930er Jahren weiter wuchs und mit mehreren Tausend stationierten Soldaten die Wirtschaft der Stadt dominierte. Nach dem Zweiten Weltkrieg wurde die Luftwaffenbasis umbenannt in Chanute Air Force Base. Diese wurde 1993 geschlossen. Seitdem wird sie teilweise genutzt durch das Octave Chanute Aerospace Museum und das Rantoul National Aviation Center.

## National Register of Historic Places
| Ref.-Nr. | Name des Eintrages              | Adresse                          | Name der MPS | Datum         |
| -------- | ------------------------------- | -------------------------------- | ------------ | ------------- |
| 06000594 | Chanute Field Historic District | Rantoul National Aviation Center |              | 14. Juli 2006 |

## Persönlichkeiten
- Don Branson (1920–1966), Autorennfahrer
- Blake Schilb (* 1983), Basketballspieler